# C-13
La carretera C-13, també anomenada Eix del Pallars és una carretera de la Xarxa de Carreteres del Pirineu integrada a la Xarxa Bàsica Primària de Catalunya que uneix el Segrià amb el Pallars Sobirà, travessant les comarques del Segrià, la Noguera, el Pallars Jussà i el Pallars Sobirà.
Amb una longitud de 160,3 km, comença a Lleida, on enllaça amb la LL-11, la N-240, la LL-12 i la N-230 (l'antic inici, està a l'altura del cementiri de Lleida d'allí sortien les 3 carreteres cap al Pirineu, cap a Barcelona i cap a Tarragona, i finalitza en el poble pallarès d'Esterri d'Àneu, on enllaça amb la C-28. Travessa els termes municipals de Lleida, Alcoletge i Vilanova de la Barca, al Segrià, Térmens, Vallfogona de Balaguer, Balaguer, Vallfogona de Balaguer altre cop, la Sentiu de Sió, Camarasa, Vilanova de Meià i Camarasa altre cop, a la Noguera, Castell de Mur, Talarn, Tremp, Talarn altre cop, Salàs de Pallars i la Pobla de Segur (on enllaça amb la N-260), al Pallars Jussà, Baix Pallars, Soriguera, Sort (on enllaça amb l'altre tram de la N-260), Rialb, Llavorsí, la Guingueta d'Àneu, Espot, la Guingueta d'Àneu altre cop i Esterri d'Àneu, al Pallars Sobirà.
Entre la Pobla de Segur i Sort s'encavalca amb l'N-260. L'any 2014 va entrar en servei la variant de Vilanova de la Barca, l'únic tram desdoblat en forma d'autovia de la carretera, d'uns 5 quilòmetres de longitud.
La resta de la via és en la seva major part carretera convencional de calçada única.
| Numero de sortida | Nom de sortida       | Quilometre |
| ----------------- | -------------------- | ---------- |
| 17                | Vilanova de la Barca | -          |
| 18                | Termens              | -          |

Des de Lleida cap a Tremp hi ha dues alternatives: una és la C-13 que passa pel pantà de Camarasa o per la C-12 que passa per Àger i s'enllacen les dues abans de l'estret de Terradets.
En els seus 160,3 quilòmetres de recorregut puja 542,1 m.